# Nom romà

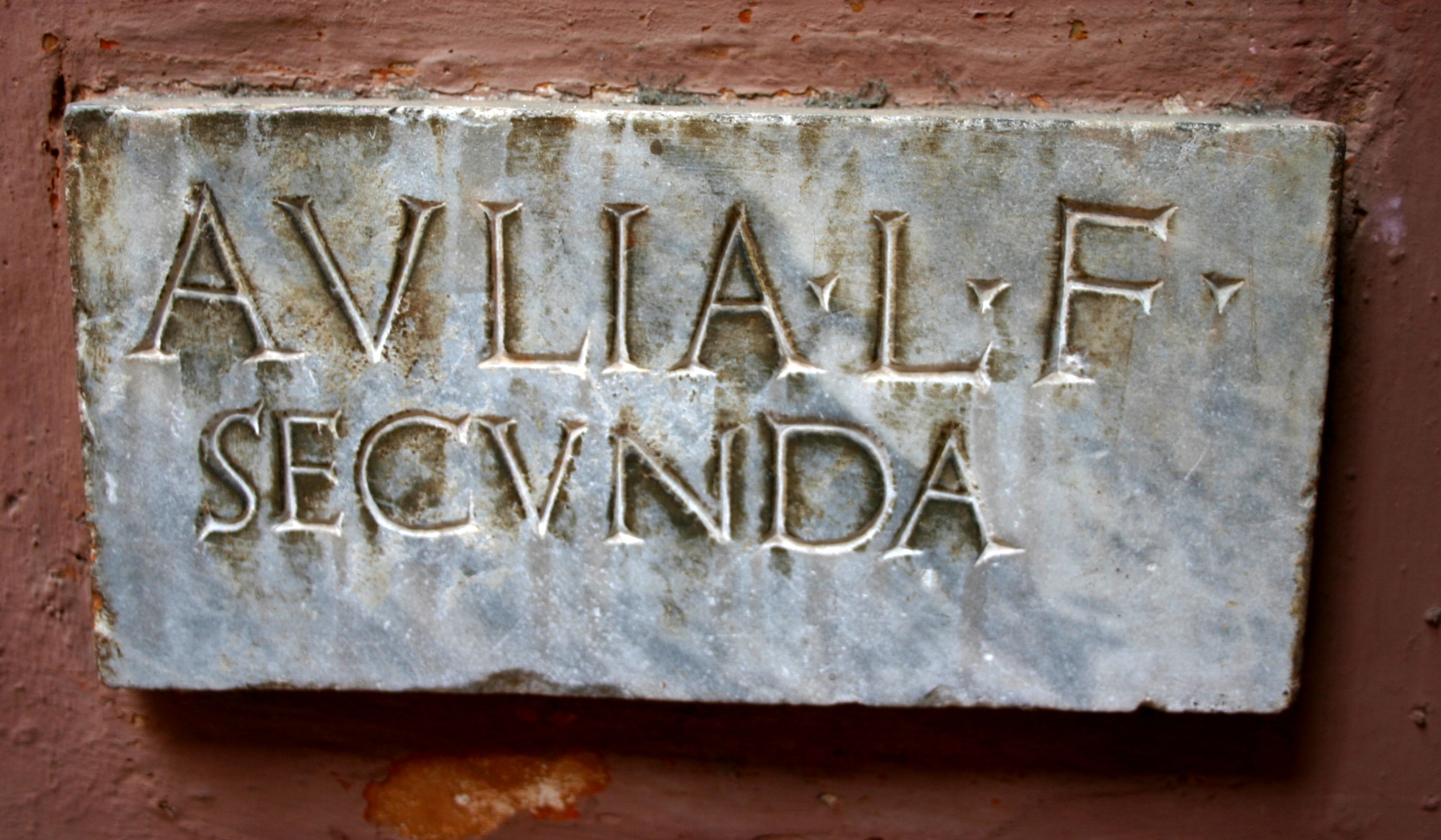
Avlia L.F. Secunda
"Aulia Secunda, filla de Lucius"

El nom romà seguia unes pautes, acordades socialment, que el va caracteritzar durant generacions.

Des de l'era republicana i durant tota l'era imperial, el nom a l'antiga Roma per a un ciutadà masculí constava de tres parts (tria nomina): praenomen (nom posat, equivalent al nostre nom de pila), nomen (gentilicum) (nom de la gens o clan familiar) i el cognomen (nom de la línia familiar dins la gens, originalment descriptiu d'alguna característica de l'individu que l'iniciava).
El nomen, i més tard el cognomen, foren virtualment hereditaris. Quan el cognomen esdevingué hereditari i perdé per tant el caràcter descriptiu que tenia, aparegué darrere seu l'agnomen, el qual era distintiu i no necessàriament hereditari, llevat que els pares ho volguessin així.
Les dones normalment no disposaven de praenomen ni d'agnomen i se les anomenava feminitzant el nomen del pare (per exemple, la filla de Gai Juli Cèsar fou Júlia). Quan calia especificar més la identificació, durant l'era republicana inicial s'hi afegia l'ordinal que ocupava entre les germanes (per exemple: Júlia Prima, Júlia Secunda o Júlia Tertia) o bé, si només sobrevivien dues germanes, també s'utilitzava la fórmula Maior o Minor. Al final de l'era republicana i durant l'era imperial, en canvi, s'afegí al nomen feminitzat del pare el cas genitiu del cognomen del pare (i si el pare no en tenia, del nomen) o bé el del marit (per exemple, a la filla de Cèsar se l'anomenaria Júlia Caesaris). Durant l'era imperial, les dones anaren heretant el cognomen patern, si bé feminitzat (per exemple: Lívia Drusilla, filla de Marc Livi Drus).

## Origen

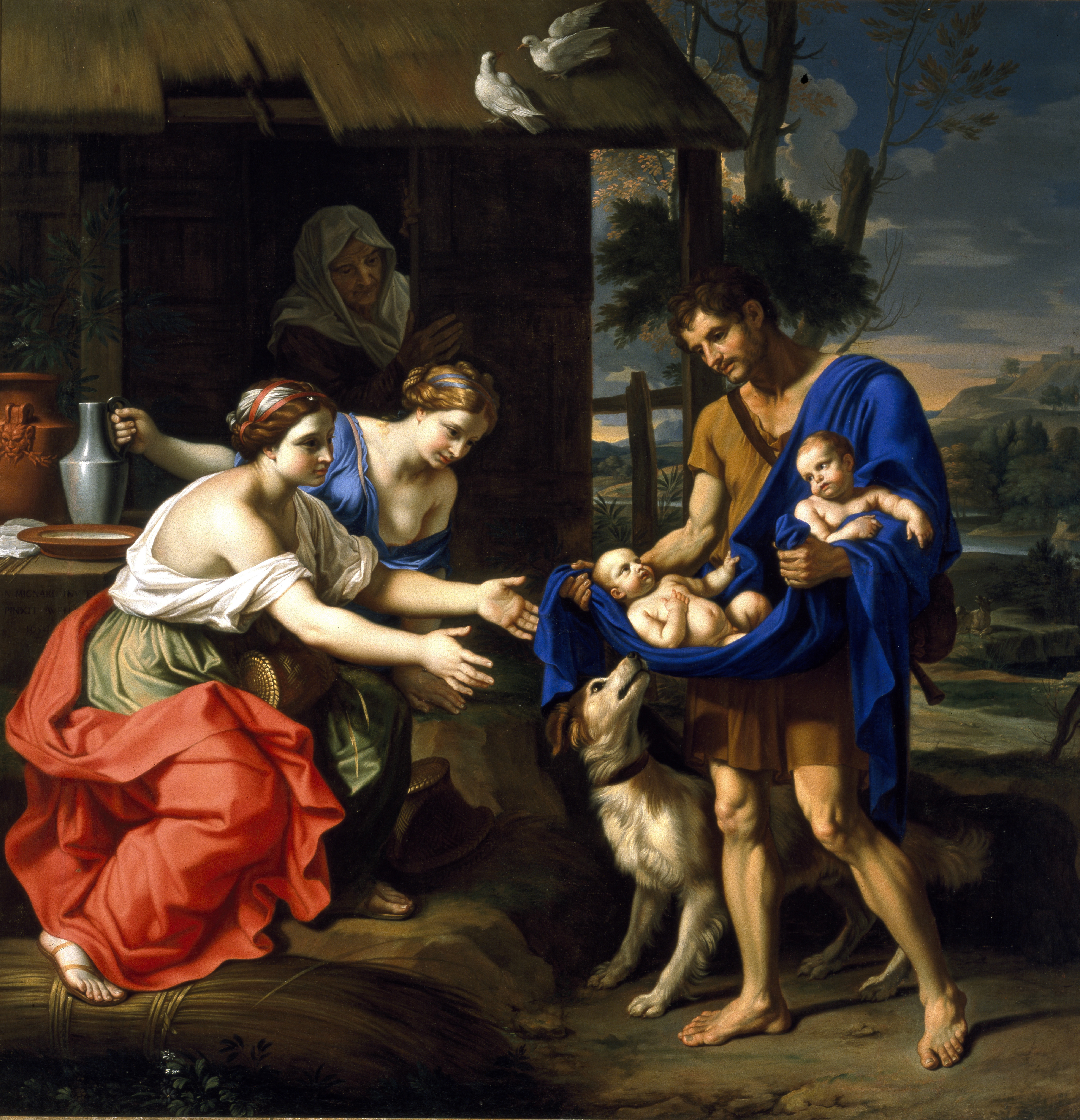
"El pastor Faustulus portant Ròmul i Rem a la seva dona", pintura de Nicolas Mignard, 1606–1668

Com passava en altres cultures, els primers habitants de la península Itàlica probablement farien servir un únic nom que, més endavant esdevindria el praenomen. A Marc Terenci Varró se li atribueix haver dit que els primers italians es denominaven entre ells per noms formats per una sola paraula. Aquest tipus de noms solien reflectir uns motius bàsics:
- podien estar basats en les aspiracions que els pares tenien sobre el seu fill
- podien estar relacionats amb el nom d'un déu, esperant així honrar el déu i a la vegada invocar la seva protecció cap al fill,
- podien assenyalar una peculiaritat física del nounat
- podien servir per recordar les circumstàncies del naixement.

En aquell primer període la quantitat de noms de persona devia ser força gran, com ho suggereix la comparació amb el nom d'altres pobles indoeuropeus antics, com ara els grecs i els germànics, els quals tenien un sistema de noms composts de dos elements que els permetia gran creativitat a l'hora d'inventar nous noms. No obstant això, ja en els primers moments de la protohistòria és freqüent que els romans apareguin ja amb dos noms: un de propi de l'individu, antecedent del praenomen, i un d'heretat, antecedent del nomen. Aquest sistema, molt rar i amb pocs paral·lels al món antic, no era pas una innovació romana, ans era compartit pels altres pobles itàlics i pels etruscs.
La diversitat dels praenomina es va restrènyer, i ja al segle vi aC es documenta, fins al punt que Varró no en va ser capaç d'identificar més de trenta (dels quals bona part ja eren en desús a la seva època). A començament de la república només es feien servir unes tres dotzenes de praenomina, alguns dels quals ja començaven a ser rars i la classe patrícia només en feia servir uns divuit. Durant l'imperi el ventall de noms ja havia quedat reduït a una dotzena, tot i que algunes famílies aristocràtiques de vegades en revivien d'antics obsolets o en creaven de nous a partir del cognomen.
Pel que fa al nomen com a element heretat en la denominació d'una persona, ja s'ha vist que era comú a gairebé tota la Itàlia antiga. L'historiador Titus Livi relata que els reis d'Alba Longa van adoptar la paraula Silvius com a nomen en honor del seu avantpassat Silvius. Com que la narració forma part de la llegenda sobre la fundació de Roma, no es pot prendre el relat de Livi com una dada històrica, però sí que serveix per donar una idea de l'antiguitat del costum d'heretar noms. D'ençà que hom en posseeix registres escrits, el nomen és sempre un element hereditari i, si més no en l'àmbit romà, fa referència a la gens, la família romana en sentit ample.
En el dialecte del Laci, que amb el temps donà lloc a la llengua llatina, la creació del nomen es dugué a terme per mitjà del sufix -ius, que denota ascendència patrilineal. Molts nomina eren d'origen patronímic, és a dir, van sorgir a partir del nom del pare; per exemple: Marcius és un nom que va sorgir de la unió de Marci filius ('el fill de Macus'), Sextius de Sexti filius, i Publilius i Lucilius de Publi filius i Luci filius. Això sembla indicar que, a diferència dels cognoms actualment utilitzats a Europa, en un primer moment no eren necessàriament hereditaris, sinó que podien ser adoptats o desfer-se'n d'ells a gust de cadascú i canviar d'una generació a la següent. Altres nomina derivaven de cognomina (és a dir, com a malnoms, abans de la fossilització del cognomen com a part de la tria nomina) com ara Plancius derivat de Plancus ('de peus plans') o Flavius de Flavus ('blau'); altres deriven de topònims, com ara Norbanus 'procedent de Norba'. Per la seva banda, a altres regions de la península la creació de nomina recaigué en altres sufixos, i així acabaments en -is o -iis denotaven un individu de parla osca; acabaments en -as, -anas, -enas o -inas, un individu de parla umbre; mentre que entre els etruscs abundaven sufixos com ara -arna, -erna, -ena, -enna, -ina i -inna.
Atesa la poca diversitat de praenomina, aquest nom tenia poca força com a distintiu fora d'àmbits reduïts, de manera que el nomen havia esdevengut el nom principal com a distintiu dels individus en la vida pública. Però no era rar que es pogués donar confusió entre individus del mateix nom, i això requeria nous mètodes de distinció. Un d'aquests fou el cognomen, que a l'origen no era més que un malnom d'ús col·loquial i sense reconeixement d'oficialitat.
A l'origen del cognomen hi ha malnoms referits a característica física, a qualitats personals, l'ocupació, el lloc d'origen o fins i tot el nom d'un objecte amb el qual la gent associava aquella persona. També n'hi havia que derivaven de noms estrangers; és el cas del nom dels esclaus i peregrins que rebien la ciutadania romana: llavors rebien el praenomen i el nomen del patró a qui devien tal honor, i el seu antic nom esdevenia cognomen, que passava a ser hereditari. Altres cognomina sorgiren de la commemoració d'importants esdeveniments associats a una persona, com ara una batalla en què havia lluitat (Regillensis), una ciutat capturada (Coriolanus) o un fet considerat miraculós (Corvus). Els cognomina esdevengueren habituals i hereditaris primer entre les elits patrícies cap al segle v aC, però no esdevenen comuns en la documentació oficial fins a final del segle ii aC i no es generalitzen entre la plebs fins al segle i aC, quan el cognomen agafaria gran força. A l'època imperial els cognomina adquiririen tanta d'importància que de vegades arribaren a desplaçar l'ús del praenomen i el nomen, una pràctica que s'acabaria per generalitzar.
Una vegada ja generalitzat el cognomen aparegué l'agnomen, que substituí en la funció de renom no hereditari l'antic cognomen, ja fossilitzat dins la tria nomina. Aquest agnomen podia ser heretat pels descendents, normalment substituint l'antic cognomen o bé afegint-s'hi en un cognomen compost. D'aquesta manera, al final de la República, un ciutadà romà comptava amb un nom format per un praenomen, un nomen i un cognomen (aquests dos heretats del pare) i, addicionalment, podia comptar amb un agnomen, és a dir, un malnom que havia adquirit al llarg de la seva vida. Aquest sistema funcionà de Varró (segle i aC) fins a Priscià (segle vi), per bé que en el moment que aquest darrer descrigué el sistema de noms dels romans ja feia molt de temps que només persistia entre els patricis i exclusivament en els documents i actes oficials, atès que havia estat substituït per un nou sistema.

## Latria nomina

### Praenomen

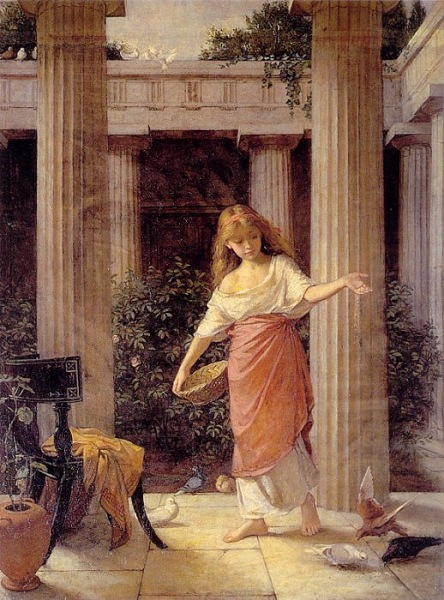
Nena romana
En el peristil (1874), pintura de John William Waterhouse, 1849–1917

El praenomen constituïa el veritable nom d'una persona. En origen, era elegit pels pares i s'imposava el dies lustricius ('dia de la purificació'), en un ritual que es realitzava el vuitè dia si era una nena o el novè dia si era un nen. Com a norma, cada fill en una mateixa família tenia un praenomen diferent. Tot i que no hi havia lleis que limitessin l'ús d'un praenomen en concret, l'elecció dels pares tenia a veure pels costums i tradicions de cada casa. El fill primogènit generalment portava el mateix nom del pare, mentre que els altres germans portaven el nom d'un germà del pare o el d'un altre parent mascle per part de pare. D'aquesta manera, un praenomen podia passar dins la mateixa família d'una generació a la següent. Això no tan sols servia per emfatitzar la continuïtat d'una família, sinó a més per distingir els costums d'una gens dels de les altres. Entre els patricis es va tendir a limitar el nombre de praenomina que feien servir, fet que va reforçar la seva exclusivitat social.
És clar que va haver-hi moltes excepcions: un fill també podia portar el nom d'un parent mascle de la seva mare i així s'introduïa un nom diferent dins la tradició d'aquella gens. Com que hi havia gentes que feien ús regular de només tres o quatre praenomina, perquè s'introduïssin nous noms calia que es donés el cas d'haver-hi diversos nens de la mateixa edat, o semblant, dins la mateixa gens. Encara més, unes quantes famílies pertanyents als primers patricis i que, com a tals, eren socialment molt influents, van agafar l'hàbit de triar noms poc sentits, en particular els Fabis, els Emilis, els Furis, els Claudis, els Cornelis i els Valeris, tots ells van començar a fer servir praenomina que eren poc comuns entre els patricis o que havien caigut en desús. Així, durant els dos darrers segles del període republicà i a començaments de l'imperi (segles I abans i després de Crist), es va posar de moda entre els aristòcrates reviure els antics praenomina, com són els casos de Jul·lus Antoni o de Faust Corneli Sul·la. A començament de l'època imperial també es posà de moda entre els patricis d'invertir l'orde i convertir el cognomen en praenomen (com són els casos de Paulus Fabi Màxim i de Cos Corneli Lèntul, que recuperaven antics cognomina familiars com a praenomen) en un assaig de fer revifar el praenomen, però la pràctica no fructificà.
Tot i aquestes excepcions de relativa flexibilitat o creativitat amb el praenomen, mentre que a començament de la República (segle v aC) se'n feien servir unes tres dotzenes i d'aquests uns divuit eren els més habituals, aquest nombre es va reduir fins que al segle i només en quedaven una dotzena de corrents. Atès aquest repertori tan reduït, sovint el praenomen apareixia abreujat, fins al punt que era rar trobar-ne d'escrits sencers. En àmbits familiars o reduïts els homes generalment eren anomenats pel praenomen; però fora d'aquest cercle hom els anomenava pel nomen o pel cognomen, atès que la confusió hauria estat constant perquè molta de gent compartia praenomen. En els llibres escrits durant la República i en qualsevol ocasió formal, per exemple quan un senador era cridat a la cúria, s'emprava el praenomen juntament amb el nomen i, si no era prou aclaridor, s'hi afegia el cognomen.
En no poder revifar ni augmentar-ne el nombre, el praenomen com a distintiu individual va declinar a partir de mitjan segle i aC, i cap al final del segle i dC ja havia cessat de funcionar com a nom distintiu personal. El seu paper a poc a poc es va reemplaçar, fins a substituir-lo de tot, el cognomen, i solament en àmbits formals i per respecte a la tradició es va mantenir el praenomen. Al llarg del segle iii cada vegada és més estrany en els texts i les inscripcions d'explicitar el praenomen, i a partir del segle iv la seva aparició és força excepcional.

### Nomen
El nomen gentilicum servia per a situar un ciutadà romà dins la gens a la qual pertanyia. Una gens era una família en el sentit ample de la paraula incloent-hi els parents llunyans amb els qui no es tenia relació, tots ells compartien un avantpassat comú i, per tant, tenien un mateix nom. A començaments de la república les gens funcionaven com un estat dins l'estat romà, ja que tenien les seves pròpies normes, seguien els seus propis ritus sagrats.
Els habitants de Roma procedents d'altres comunitats de la península italiana també feien servir nomina, la distinció entre romans i no romans va desaparèixer quan se'ls va considerar ciutadans amb tots els drets i quan això es va estendre als habitants de tota la península (Edicte de Caracal·la), la possessió d'un nomen gentilicum va servir per identificar una persona com a ciutadà romà. Entre els ciutadans nous, molts van afegir el nom Aurelius al seu propi en reconeixement de l'emperador que havia decretat la ciutadania a totes persones lliures del territori imperial, el nom complet del qual era: Marcus Aurelius Severus Antoninus Augustus.

### Cognomen
El cognomen, el tercer element del nom romà, va començar com un complement al binomi d'ús habitual. Aquesta mena d'apel·latiu especificatiu de la branca familiar no era exclusiu de la cultura romana, però a Roma va ser on va tenir més èxit, seguint l'evolució de les gens i amb el gradual declivi de l'ús del praenomen com a paraula útil per distingir entre individus el cognomen es va fer cada cop més important tant per distingir individus com per a identificar les branques de les famílies patrícies. A començaments de la república ja hi havia persones de l'aristocràcia romana que havien afegit al seu nom fins a tres cognomina, alguns dels quals els havien heretat mentre que altres els havien adquirit amb un esdeveniment o fet que els caracteritzava davant dels altres conciutadans.
A diferència del nomen, el qual passava invariable de pares a fills, els cognomina podien aparèixer i desaparèixer gairebé a voluntat. Generalment no eren escollits per les persones que els portaven, eren els altres el qui inventaven aquests apel·latius i quan ja estaven escampats i acceptats en les converses, la persona de la qual es parlava els havia d'acceptar també. N'hi havia cognomina que havien sorgit d'una lloança cap al qui el portava, per exemple haver-se destacat en una batalla, però altres havien sorgit d'un retret sobre una característica personal.
Durant l'imperi el nombre de cognomina va augmentar dramàticament. Mentre en un principi només les famílies patrícies més nobles tenien més d'un cognomen, va arribar un punt en què romans de tota mena d'ascendència i estatus social havia de tenir diversos cognomina. En arribar al segle iii això s'havia convertit en la norma entre els ciutadans lliures. Davant del dilema de com classificar tots aquests cognomina, els gramàtics del segle iv van optar per designar alguns d'ells amb la paraula agnomina.

## Agnomina
La paraula agnomen, formada per la unió del prefix ad- amb el terme nomen, vol dir «unit al nom», és a dir, que designava qualsevol paraula afegida al nom d'una persona amb intenció de determinar la seva identitat.
La proliferació de cognomina en els darrers segles de l'imperi va portar que alguns gramàtics fessin una classificació entre tres tipus bàsics d'agnomina: els cognomen ex virtute, els cognomina d'adopció i els cognomina heretats, aquests darrers considerats els autèntics cognomina.

Cal no confondre els agnomina amb els pseudònims, ja que els agnomina eren autèntics noms de la persona i no s'empraven mai com a substituts del nom.

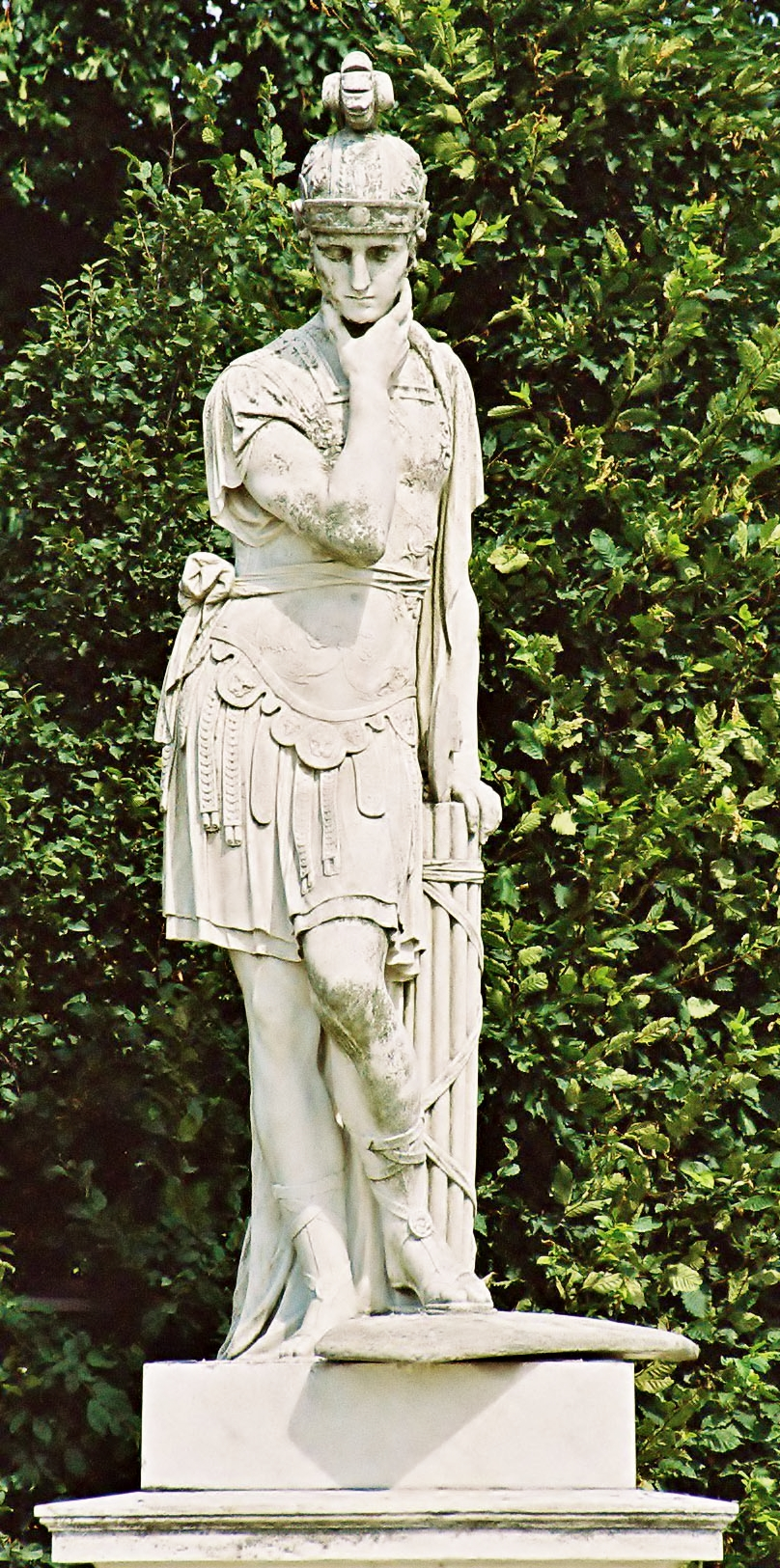
Quintus Fabius Maximus Verrucosus Cunctator.
Maximus era una branca de la gens Fàbia a la qual pertanyia; Verrucosus era un cognomen adquirit a partir d'una berruga del seu llavi superior que el caracteritzava; Cunctator («lent, ajornador») era un cognomen ex virtute que feia referència a la seva tàctica d'evitar el xoc frontal amb Hanníbal Barca posposant la lluita fins a trobar el moment oportú per a derrotar-lo.
Estàtua als jardins del Palau de Schönbrunn, Viena

### Cognomen ex virtute
El cognomen ex virtute era un sobrenom que havia sorgit a partir d'algun episodi de demostració d'una virtut o heroisme d'un individu. La història de Roma està plena d'exemples d'homes que van adquirir un cognomen com a resultat dels seus mèrits: Aulus Postumius Albus Regillensis es deia així perquè va comandar l'exèrcit romà en la batalla del llac Regillus; Gnaeus Marcius Coriolanus, perquè va capturar la ciutat de Corioli; Marcus Valerius Corvus, per haver derrotat un gegant dels gals amb l'únic ajut d'un corb; Titus Manlius Torquatus, per haver derrotat també un gegant gal i va adquirir el cognom per l'objecte que va reclamar com a recompensa, el torque (en català torca) que duia al coll el vençut; Publius Cornelius Scipio Africanus, el qual va estar al càrrec de la Segona Guerra Púnica i va vèncer Hannibal, el temible cap dels africans. Curiosament els exemples més famosos d'aquesta mena de cognomen són del període republicà, segles abans que sorgís el concepte d'agnomen.

### Cognominad'adopció
L'adopció era un procés formal bastant comú en la cultura romana. El principal propòsit no tenia res a veure amb proveir d'una llar a nens orfes; es tractava d'assegurar la continuïtat en una línia familiar que, altrament, s'hauria extingit. En la primitiva Roma, la continuïtat era especialment important per als patricis, per ells el sentit d'acumular tants privilegis era transmetre'ls als seus fills. Amb l'expulsió dels reis, el nombre de famílies patrícies es va mantenir en unes poques mentre que el nombre de famílies plebees va augmentar i això va fer que s'esforcessin a conservar el seu estatus. Un home que no tingués fills mascles que heretessin les seves propietats i que portessin el seu nom, probablement adoptaria un dels fills menors d'una altra família.
Els qui eren adoptats generalment prenien el praenomen i el nomen del pare adoptiu, sense cap cognomen heretat, però de vegades l'adopció no suposava un complet abandonament del nom de naixement. El nomen original (i ocasionalment el cognomen) derivaven en un nou agnomen, que es formava afegint un sufix [-anus] o [-inus] a l'arrel. Així, si un fill de Lucius Aemilius Paullus era adoptat per Publius Cornelius Scipio, passava a dir-se Publius Cornelius Scipio Aemilianus. En el seu testament, el dictador Gaius Julius Caesar va adoptar el seu nebot, Gaius Octavius, el qual va passar a dir-se Gaius Julius Caesar Octavianus.

## Filiació
Una altra manera d'identificar una persona, diferent de la tria nomina era la filiació que consistia a afegir la paraula filius, fent notar qui era el pare, mètode molt emprat des de l'antiguitat per persones amb pares famosos. Així, Lucius, el fill de Marcus es faria dir Lucius, Marci filius; Paulla, la filla de Quintus, es diria Paulla, Quinti filia. Molts nomina i praenomina tenien una correspondència amb el nom d'un pare, com ara Lucilius, Marcius, Publilius, Quinctius, o Servilius. Aquesta mena de noms es diuen "patronímics", ja que procedeixen del nom d'un pater («pare»).
La filiació amb el temps es va fer servir juntament amb la tria nomina, escrita generalment entre el nomen i els cognomina amb una lletra "f." com a forma abreujada o de vegades "n." nepos («nét») o neptis («néta»). Per tant, les següents inscripcions cal interpretar-les així:
- S. Postumius A. f. P. n. Albus Regillensis vol dir "Spurius Postumius Albus Regillensis, d'Aulus fill, net de Publius"
- Ti. Aemilius L. f. Mam. n. Mamercinus vol dir "Tiberius Aemilius Mamercinus, de Lucius és fill i net de Mamercus"

Com més formal era l'escrit, més generacions calia incloure; un besnét tenia l'abreviació "pron." o "pronep.", de pronepos o proneptis, un rebesnét "abn." o "abnep.", de abnepos o abneptis. Això no obstant, aquestes abreviacions poques vegades es feien constar, llevat de les inscripcions monumentals de persones molt rellevants.
De vegades la filiació feia referència a la mare, i en aquest cas es feia servir la paraula  gnatus en lloc de filius o filia. Això passava sobretot en famílies d'origen etrusc. El nom d'una dona casada, anava sovint acompanyada del nom del marit i s'expressava amb la paraula uxor («esposa»). Per tant, les següents inscripcions cal interpretar-les així:
- N. Fabius Q. f. M. n. Furia gnatus Maximus vol dir ‘Numerius Fabius Maximus, de Quintus era fill i net de Marcus, nascut de Furia’.
- Claudia L. Valeri uxor vol dir ‘Claudia, esposa de Lucius Valerius’

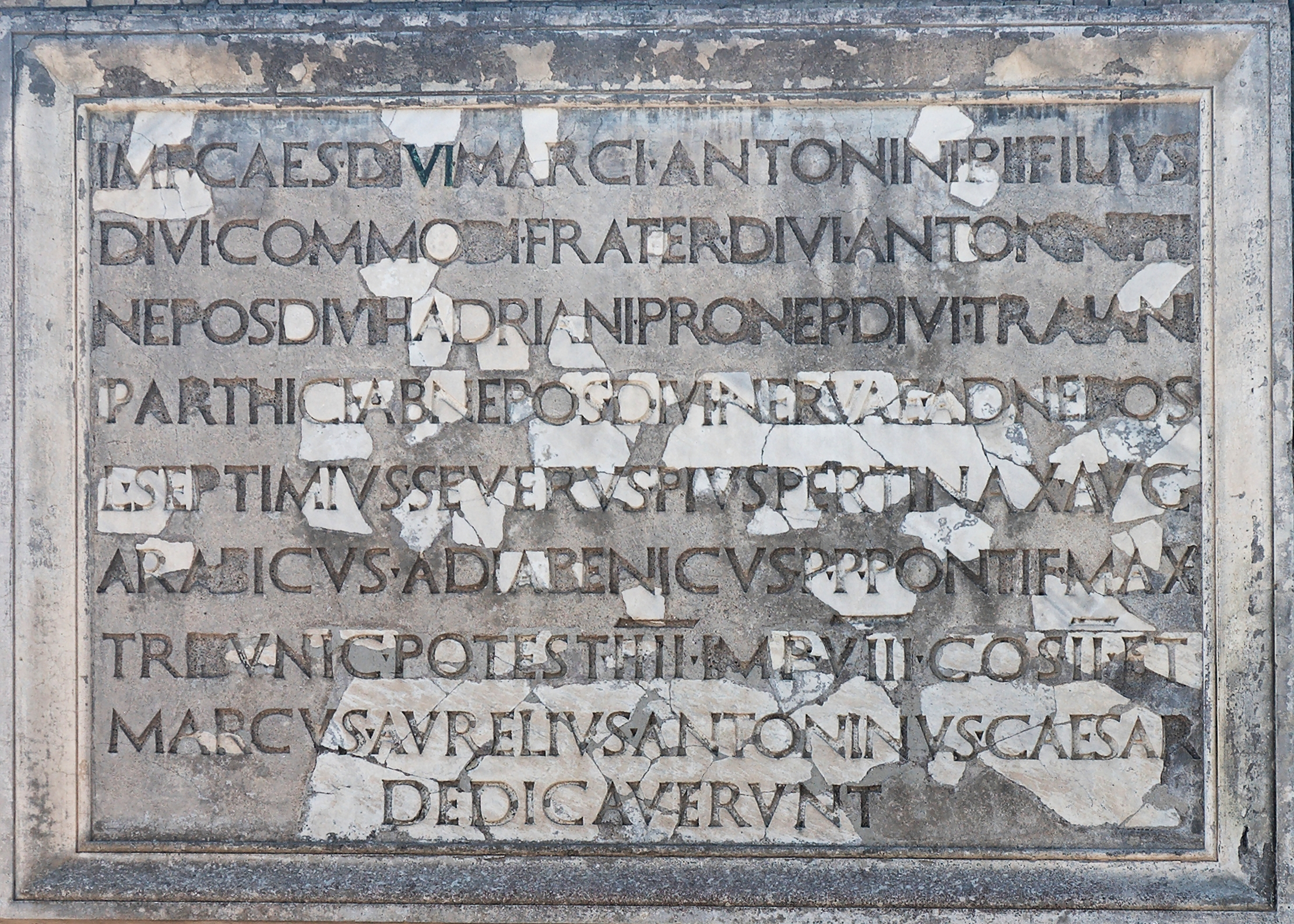
Traducció d'aquesta inscripció llatina:«Dedicat pel fill del diví emperador Caesar Marcus Aurelius Pius, germà del diví Commodus, net del diví Antoninus Pius, besnet del diví Hadrianus, rebesnet del diví Traianus, conqueridor de Pàrtia, tatara-tatara-nét del diví Nerva, Lucius Septimius Severus Pius Pertinax Augustus Arabicus Adiabenicus, pare d'aquest país, Pontifex Maximus, que fa quatre anys que té el poder tribunici i està en el vuitè any d'emperador i que va ser cònsol per segona vegada; i és Marcus Aurelius Antoninus Caesar»

Algunes famílies aristocràtiques van posar de moda durant l'imperi la doble filiació, partint del desig de donar-se importància incorporant al seu nom els avantpassats per línia materna, cosa que resultava útil o, de vegades, condició indispensable per a rebre una herència de propietats. Una persona podia exigir formalment al seu testament que la persona designada per a rebre l'herència, adoptés els seus noms. Per exemple, el cònsol suffectus de l'any 118/9, Gaius Bruttius Praesens Lucius Fulvius Rusticus, té un nom compost per dos grups de tria nomina: Era fill natural d'un Lucius Bruttius i va afegir els nomina del seu avi matern Lucius Fulvius Rusticus als nomina per part de pare.
Els esclaus i els lliberts també feien servir la filiació, però en el seu cas la referència no era el mateix pare sinó l'amo al qui pertanyien. Les abreviacions emprades eren: s. de servus o serva (‘esclau, esclava’) i l. de libertus o liberta. Un esclau podia tenir més d'un propietari i en aquest cas es feien constar els noms de tots els amos. En alguns casos el nomen o el cognomen del propietari es feia servir en lloc del praenomen o en addició a aquest. Les esclaves que havien sigut alliberades de vegades s'identificaven amb una C invertida ɔ, com abreviació del praenomen Gaia, emprat genèricament per a designar qualsevol dona; també hi ha uns pocs casos de M invertida W, però no és clar si s'emprava genèricament o específicament com abreviació del praenomen Marca o Marcia.
Un exemple de filiació d'esclaus i lliberts seria: Alexander Corneli L. s., que vol dir ‘Alexander, esclau de Lucius Cornelius’ qui, si l'haguessin emancipat, s'anomenaria L. Cornelius L. l. Alexander, amb la següent lectura ‘Lucius Cornelius Alexander, llibert de Lucius’. Era costum que un llibert agafés el praenomen del seu antic amo i que fes servir el seu antic nom propi com a cognomen. Un altre exemple podria ser: Salvia Pompeia Cn. Ɔ. l., que es llegeix ‘Salvia Pompeia, dona lliberta de Gnaeus (Pompeius) i de Gaia’; aquí Gaia tant podia ser el nom de l'esposa del propietari com no, per la raó que ja s'ha explicat abans. Un llibert de l'emperador escriuria en la seva filiació «Aug. l.», abreviació de Augusti libertus.
Tot i que la filiació es va fer servir molt tant en la república com en temps de l'imperi, no hi va haver cap llei que la regulés. El seu ús va dependre directament del costum i de la conveniència, per tant podia ser ignorada per un escriptor si les necessitats ho requerien, per exemple la manca d'espai.

## Tribus romanes
A més del nom, els ciutadans s'identificaven per tribus, que eren els districtes electorals, en total 35, i no tenien per què estar basats en orígens ètnics o exclusivament familiars. Per a participar els processos electorals de l'Assemblea Tribal Romana es van fer uns llistats d'ordre de participació.